# Parasitgråskivling
Parasitgråskivling (Tephrocybe tylicolor) är en svampart som först beskrevs av Elias Fries, och fick sitt nu gällande namn av Meinhard (Michael) Moser 1978. Tephrocybe tylicolor ingår i släktet Tephrocybe och familjen Lyophyllaceae.   Inga underarter finns listade i Catalogue of Life.
I den svenska databasen Dyntaxa används istället namnet Lyophyllum tylicolor för samma taxon.  Arten är reproducerande i Sverige.